# Romboéder

Romboéder

A romboéder a geometriában egy speciális paralelepipedont jelent, amelynek mind a hat lapja egymással egybevágó rombusz. A kocka egy speciális romboéder, ahol minden lap négyzet. 
A romboéder élek menti eltoltjaival együtt térkitöltő rácsot alkot. Ez a rács a természetben is előfordul: a dolomitnak például ilyen kristályszerkezete van.